# فینال جام در جام اروپا ۱۹۸۷

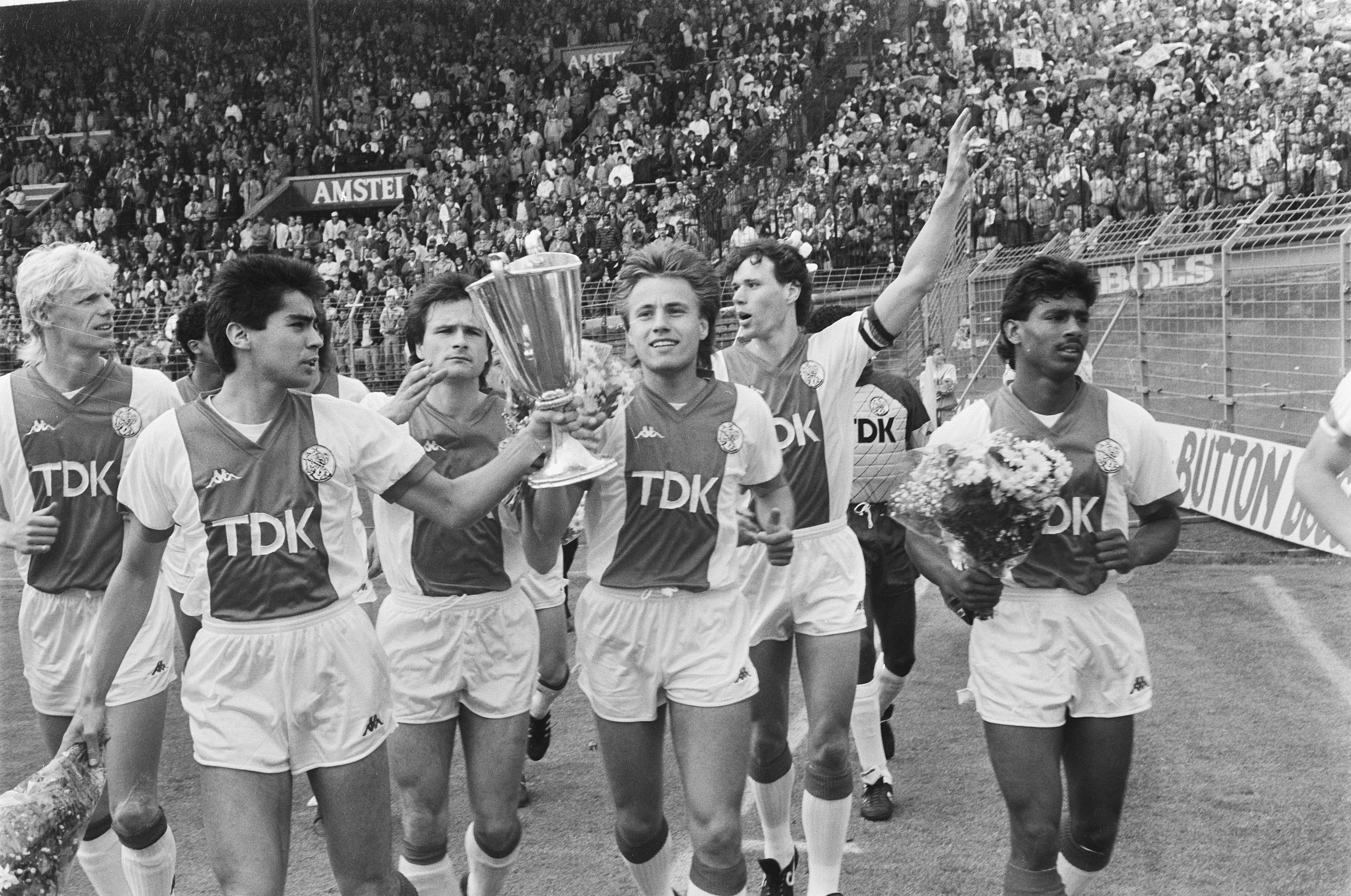
فینال جام در جام اروپا ۱۹۸۷

فینال جام در جام اروپا ۱۹۸۷، رقابت پایانی جام در جام اروپا در سال ۱۹۸۷ میلادی است که مابین دو تیم باشگاه فوتبال آژاکس و باشگاه فوتبال لوکوموتیو لایپزیگ برگزار شده‌است.
این مسابقه که در تاریخ ۱۳ مه ۱۹۸۷ انجام شده‌است با نتیجه ۱ بر ۰ به سود تیم باشگاه فوتبال آژاکس به پایان رسید.